# 烯酮

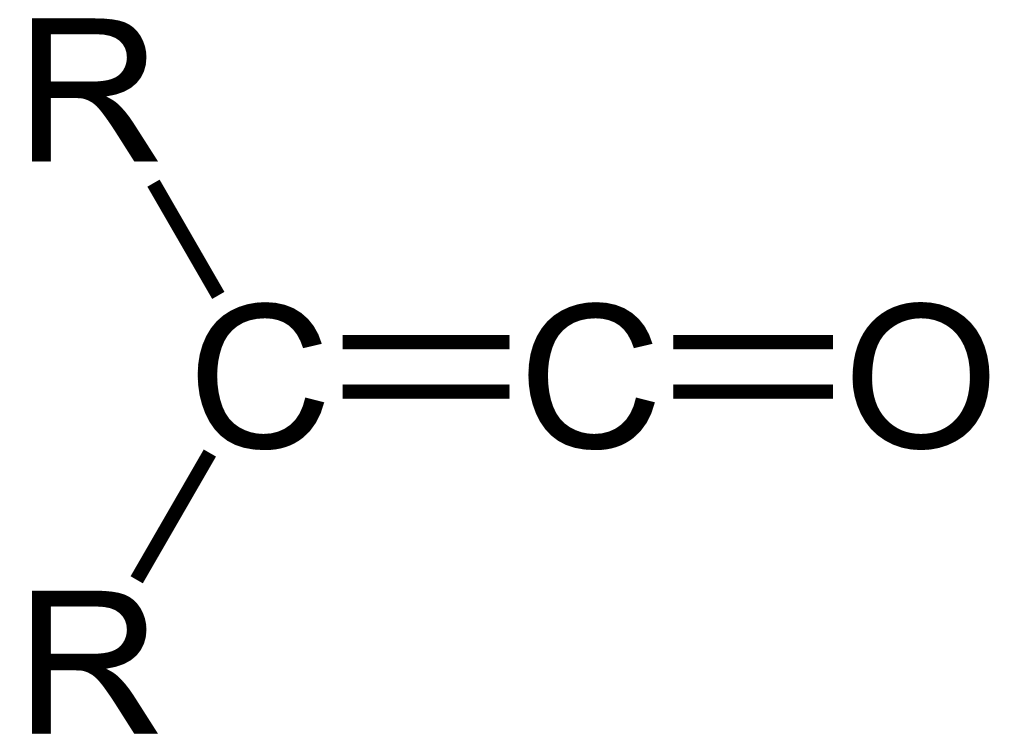
烯酮通式

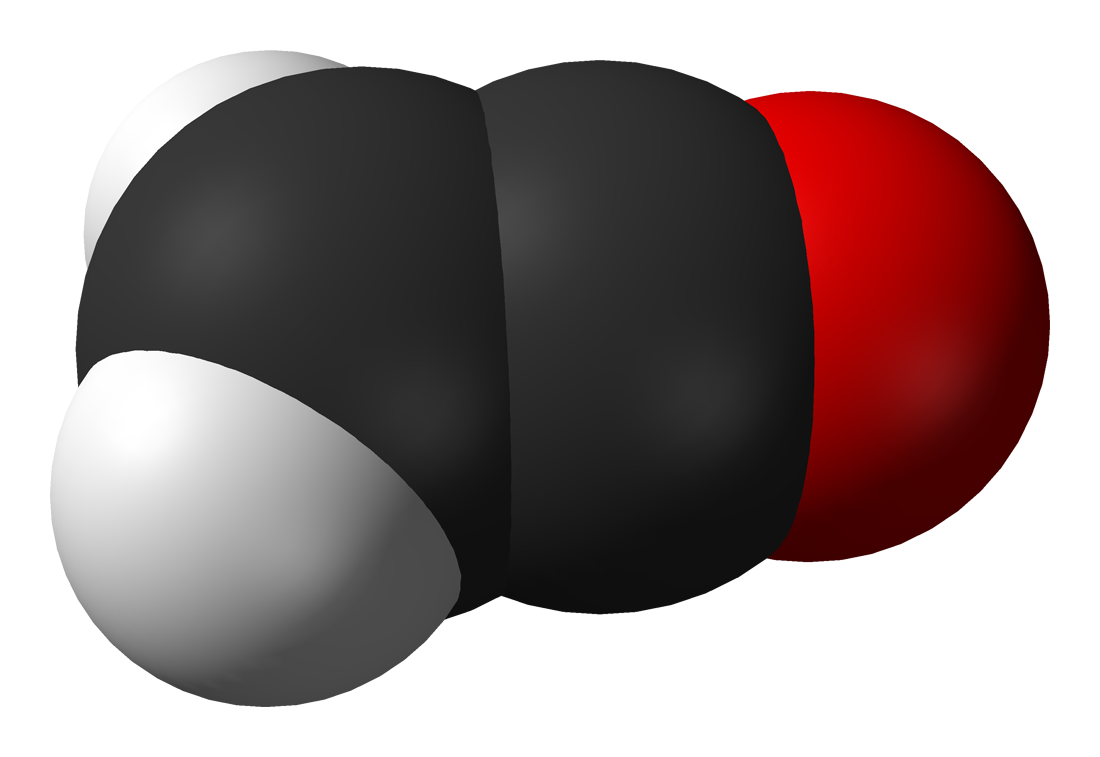
乙烯酮

烯酮是含有R2C=C=O结构的有机化合物的统称。赫尔曼·施陶丁格在烯酮研究方面作了很大贡献。最简单的烯酮是乙烯酮，分子中两个R都是氢原子。

## 性质
由于积聚双键的存在，性质很活泼，易加成及聚合。
乙烯酮是无色有强烈气味的气体，刺激性和毒性很大，熔点-150.5°C(-239°F)，沸点-56.1°C(-69°F)。

## 制备
- 烯酮可由酰氯通过消除反应消去HCl制得：

三乙胺之类的碱可以脱去羰基α位的酸性氢，生成碳碳双键，氯离子离去。
- α-重氮酮在Wolff重排反应中转化为烯酮。
- 苯乙酸α质子酸性较强，在碱存在下失水生成苯基烯酮。
- 实验室中可由丙酮蒸汽热裂制取乙烯酮（CH2=C=O）：[2]

{\displaystyle {\ce {CH3COCH3->[\Delta]CH2=C=O + CH4}}}

## 反应
烯酮含有两个正交的π键，化学性质很活泼，是很好的酰基化试剂。
它可以二聚生成二乙烯酮的衍生物，也可与富电子的炔烃发生[2+2]环加成反应生成环丁烯酮衍生物。
二醇（HO-R-OH）与二烯酮（O=C=CH-R'-CH=C=O）反应，生成聚酯含有(-O-R-O-CO-R'-CO-)重复单元。
乙烯酮与乙酸反应生成乙酸酐，工业上合成乙酸酐即是利用此法。